# Baldramsdorf
Baldramsdorf est une commune autrichienne du district de Spittal an der Drau, en Carinthie.

## Géographie
La municipalité se trouve à l'ouest de Spittal an der Drau. Le territoire communal s'étend de la rive de la Drave jusqu'au mont Goldeck au sud.